# Alfa Sextantis
Alfa Sextantis (α Sextantis, förkortat Alfa Sex, α Sex), som är stjärnans Bayer-beteckning, är en ensam stjärna i den mellersta delen av stjärnbilden Sextanten. Den har en skenbar magnitud på +4,49, är synlig för blotta ögat där ljusföroreningar ej förekommer och är den ljusaste stjärnan i stjärnbilden. Baserat på parallaxmätningar i Hipparcos-uppdraget på ca 11,5 mas beräknas den befinna sig på ca 280 ljusårs (87parsek) avstånd från solen. Den anses vara en informell "ekvatorstjärna", eftersom den ligger mindre än en fjärdedels grad söder om himmelsekvatorn. År 1900 var den 7 bågsekunder norr om ekvatorn, men som ett resultat av ändring av jordaxelns lutning, rörde den sig över till södra halvsfären i december 1923.

## Egenskaper
Alfa Sextantis är en blå till vit jättestjärna av spektralklass A0 III Den har en massa som är ca 3 gånger solens massa, en radie som är ca 4,5 gånger större än solens och utsänder ca 120 gånger mera energi än solen från dess fotosfär vid en effektiv temperatur på ca 10 000 K.